# Pathé Mboup
Pathé Mboup, né le 19 octobre 2003, est un footballeur sénégalais évoluant au poste d'attaquant au Pau FC.

## Biographie

### Début de carrière
Pathé Mboup est né le 19 octobre 2003 à Mbao, une commune d'arrondissement de Pikine située dans la presqu'île du Cap-Vert, en banlieue dakaroise. Pathé Mboup débute le football dans son club de quartier à lâge de 6 ans, avant de rejoindre l'académie de l'Association sportive Dakar Sacré-Cœur 3 ans plus tard. Il a suivi l'intégralité de sa formation au sein de ce club. Lors de la saison 2020-2021, à seulement 16 ans, il a fait ses débuts en équipe professionnelle.
Le 31 janvier 2022, Mboup a signé un contrat à court terme avec le Standard de Liège,. Cependant, six mois après son arrivée, il a décidé de mettre fin à son contrat au début de l'été 2022, en raison de problèmes administratifs.
En août 2022, Pathé Mboup rejoint l'Olympique lyonnais après avoir convaincu lors d'une période d'essai,. Il signe un contrat de deux ans. Bien qu'il ait participé à la préparation estivale avec le groupe professionnel dirigé par Laurent Blanc, il a été réaffecté à l'équipe réserve, où il s'est illustré en inscrivant 8 buts en 20 apparitions lors du championnat de National 2 2022-2023.

### Carrière professionnelle
En septembre 2023, Pathé Mboup a été transféré au Racing White Daring de Molenbeek, club de la Belgian Pro League. Comme Crystal Palace et Botafogo, le RWD Molenbeek est un club partenaire de l'Olympique lyonnais, appartenant à John Textor et à Eagle Football Group. Ce transfert ne fait pas l'objet d'indemnités de transfert, mais inclut une clause de revente de 50 % pour le club lyonnais sur tout futur bénéfice. Durant ce mercato estival, Mboup est le deuxième joueur de l'effectif lyonnais à prendre la direction du stade Edmond Machtens, après Florent Sanchez.
Le 28 septembre 2023, il a fait ses débuts professionnels lors d'une défaite de son équipe 2-3 contre Royale Union saint-gilloise. Le 16 décembre 2023, Mboup a inscrit son premier but à ce niveau, tout en délivrant également une passe décisive, contribuant ainsi à la victoire de son équipe 3-0 contre K Saint-Trond VV,.
En juillet 2024, il a rejoint le Pau Football Club en Ligue 2 BKT, signant un contrat de trois ans,. Le contrat ne fait pas l'objet de frais de transfert, mais le club belge pourra percevoir des bonus conditionnels, dont les termes exacts n'ont pas été rendus publics,.
Bien que les supporters aient été initialement surpris par cette signature, ils ont placé leur confiance en le directeur sportif Luis de Sousa. Mboup révèle avoir été en contact avec le directeur sportif béarnais Luis de Sousa depuis la saison précédente. Lors de la pré-saison 2024-2025, Mboup, qui a hérité du numéro 9, fait forte impression en marquant un triplé lors d'un match amical contre la Real Sociedad B, démontrant ainsi son potentiel pour devenir le successeur de Mons Bassouamina, qui avait quitté le club plus tôt dans l'été. Dans son premier match pour Pau FC en Ligue 2, Mboup s'est illustré en délivrant une passe décisive pour Taïryk Arconte lors du match nul 2-2 contre le Clermont Foot 63, qui avait été relégué de Ligue 1 la saison précédente.
Le 24 septembre 2024, Mboup a marqué son premier but en compétition officielle pour le Pau FC lors d'une victoire 1-0 au Nouste Camp contre le Football Club de Lorient, qui permet à son équipe de remporter la victoire. Après avoir inscrit un doublé en Coupe de France face à l'Aviron bayonnais, Mboup récidive en Ligue 2 face au Red Star, confirmant son excellent début de saison. Il conclut la saison avec 9 buts inscrits et 3 passes décisives en 32 rencontres de Ligue 2 sous les couleurs du Pau FC.

### Carrière internationale
Mboup a également représenté le Sénégal au niveau des U23. Il faisait partie des 23 joueurs convoqués par l'entraîneur Demba Mbaye en septembre 2022 pour des matches amicaux contre le Maroc (3-1), dans le cadre de la préparation à la Coupe d'Afrique des nations U23. 